# Вальдес, Максимиано
Максимиано Вальдес (исп. Maximiano Valdés Soublette; род. 17 июня 1949, Сантьяго) — чилийский дирижёр.
Сын политика Габриэля Вальдеса и композитора Сильвии Сублетте. С детства учился музыке как пианист, дебютировал в 12-летнем возрасте с Филармоническим оркестром Сантьяго под руководством Золтана Фишера. Затем, под влиянием отца, начал изучать право. В 1970 году прервал обучение и в течение года путешествовал по миру, отправившись из Чили в Японию, оттуда в СССР и далее в Европу. По возвращении в Чили решил посвятить себя музыке и в 1971 году поступил в Джульярдскую школу как пианист, но по совету Леонарда Бернстайна вскоре перебрался в Италию, где вплоть до 1977 года изучал дирижирование в Национальной академии Святой Цецилии под руководством Франко Феррары; занимался также композицией у Гоффредо Петрасси.
С 1976 г. помощник дирижёра в театре Ла Фениче, на следующий год начал работать с оркестром в Тэнглвудском музыкальном центре. В 1980 г. выиграл дирижёрские конкурсы имени Николая Малько в Копенгагене и имени Витторио Гуи во Флоренции и дебютировал в Парижской опере. В 1984—1987 гг. главный приглашённый дирижёр Национального оркестра Испании, одновременно в 1985—1986 гг. возглавлял Национальный оркестр Страны Басков. В 1987 г. дебютировал в США с Филармоническим оркестром Буффало, в 1989—1998 гг. его главный дирижёр. В 1994—2010 гг. главный дирижёр Симфонического оркестра Астурийского княжества. С 2008 года музыкальный руководитель Симфонического оркестра Пуэрто-Рико.